# Reach (альбом Eyes Set to Kill)
Reach — дебютный альбом американской рок-группы Eyes Set to Kill. Альбом был выпущен 19 февраля 2008 года и занял #29 позицию в чарте «Billboard Top Heatseekers», а также содержит 3 композиции («Darling», «Liar in the Glass», «Young Blood Spills Tonight») из мини-альбома When Silence Is Broken, the Night Is Torn, которые были перезаписаны после ухода вокалистки Линдси Вогт в 2007 году. Некоторые переименованные песни были переписаны.

## Список композиций
| №                   | Название                     | Длительность |
| ------------------- | ---------------------------- | ------------ |
| 1.                  | «Intro»                      | 1:51         |
| 2.                  | «Sketch in Black & White»    | 4:01         |
| 3.                  | «Reach»                      | 4:21         |
| 4.                  | «Darling»                    | 4:04         |
| 5.                  | «Violent Kiss»               | 3:40         |
| 6.                  | «Young Blood Spills Tonight» | 4:28         |
| 7.                  | «Where We Started»           | 4:31         |
| 8.                  | «Into the Night»             | 3:18         |
| 9.                  | «Give You My All»            | 2:35         |
| 10.                 | «Liar in the Glass»          | 3:58         |
| 11.                 | «Only Holding On»            | 4:21         |
| 12.                 | «Behind These Eyes»          | 3:46         |
| Общая длительность: | Общая длительность:          | 42:54        |

## Позиции в чартах
По состоянию на 8 марта 2008 альбом дебютировал на #29 позиции в чарте «Top Heatseekers», в котором продержался в течение недели.
| Чарт (2008)     | Позиция |
| --------------- | ------- |
| Top Heatseekers | 29      |

## Участники записи
- Алексия Родригез — чистый вокал, ритм-гитара, акустическая гитара, пианино
- Брэндон Андерсон — скрим, клавишные, электроника, синтезатор, программирование
- Анисса Родригез — бас-гитара
- Грэг Кервин — соло-гитара
- Калеб Клифтон — барабаны, перкуссия, семплы